# Großes Jadesiegel
Das Große Jadesiegel  des Reiches (traditionelles Chinesisch: 傳國玉璽; vereinfachtes Chinesisch: 传国玉玺; Pinyin: chuán guó yù xǐ, "Erbstücksiegel"), im Englischen auch als Kaiserliches Siegel Chinas bekannt, war ein chinesisches Jadesiegel, das angeblich aus dem Heschibi, einem heiligen Stück Jade, geschnitzt wurde. Das Siegel wurde 221 v. Chr. geschaffen, kurz nachdem Qin Shi Huang China vereint und die Qin-Dynastie, Chinas erste Kaiserdynastie, gegründet hatte. Das Erbstücksiegel diente im nächsten Jahrtausend der chinesischen Geschichte als kaiserliches chinesisches Siegel, und sein Besitz wurde als physisches Symbol des Mandats des Himmels angesehen.

## Verlust
Das Siegel wurde durch die Cao Wei-Dynastie, die Jin-Dynastie, die Zeit der Sechzehn Königreiche, die Zeit der Südlichen und Nördlichen Dynastien, die Sui-Dynastie und die Tang-Dynastie weitergegeben, ging jedoch in der Zeit der Fünf Dynastien und Zehn Königreiche (907–960) verloren.